# Österbottens Kött
Österbottens Kött (finska: Pohjanmaan Liha) var ett finländskt kooperativt charkuteriföretag med säte i Vasa. 
Österbottens Kött, som grundades 1936, uppgick i Atria Oyj 1991 och har därefter fungerat som ett uppköparandelslag till detta företag.